# Иља Пригожин
Иља Романович Пригожин (рус. Илья́ Рома́нович Приго́жин; Москва, 25. јануар 1917 — 28. мај 2003) био је совјетско−белгијски хемичар, познат по свом раду на дисипативним структурама, сложеним системима и иреверзибилности. Добитник Нобелове награде. 

## Биографија

### Порекло и образовање
Пригожин је рођен 25. јануара 1917. године у Москви, неколико месеци пре избијања Октобарске револуције.  Његов отац, Роман Пригожин, је хемијски инжењер на Московском технолошком институту. Породица је била критична према новом совјетском систему и напустила је Русију 1921. године. Најпре су емигрирали у Немачку, а 1929. у Белгију, да би 1949. године добили белгијско држављанство. Дипломирао је хемију 1943. на Слободном универзитету у Бриселу и одбранио докторат 1945. о термодинамичким системима.

### Научна каријера
Године 1947. постављен је за професора физичке хемије на Слободном универзитету у Бриселу. Ради у области термодинамике и неравнотежних иреверзибилних система. Да би објаснио проучаване појаве, развио је теорију дисипативних структура. Он представља структуре које испитује као нелинеарну функцију времена и разматра њену способност да размењује материју или енергију са околином, спонтано се дестабилизујући. Педесетих година 20. века формулисао је теорему (Пригожинова теорема) према којој је стопа генерисања ентропије у отвореном термодинамичком систему минимална и да је термодинамичка нестабилност карактеристична за самоорганизоване системе.
Године 1962. Пригожин је постао директор Међународног института за физику и хемију „Солве“ у Бриселу. Проучава примену теорије неравнотежних термодинамичких система на биолошке системе и предлаже да се теорија и математички модели могу применити на друштвене системе, транспорт и управљање природним ресурсима, метеорологију и другде.
Од 1967. године је и директор Центра за статистичку механику и термодинамику, који је основао на Универзитету Тексас – Остин.
Преминуо је 28. маја 2003. године у Бриселу у 86. години.

## Признања
Године 1977. добио је Нобелову награду за хемију „за допринос термодинамици неравнотежних процеса, посебно у теорији дисипативних структура“.
Иља Пригожин је био члан Краљевске белгијске академије, Њујоршке академије наука, Румунске академије наука, Краљевског научног друштва Упсале, Немачке академије природњака „Леополдина“, Америчке академије хуманистичких и природних наука, америчког Хемијског друштва и Пољског хемијског друштва.